# Anamnéza (Dr. House)
Anamnéza (v anglickém originále Histories) je desátá epizoda z první řady seriálu Dr. House.

## Děj
Bezdomovkyně chce jít do domu, kde kdysi bydlela se svým manželem a synem. Nyní se tam pořádá diskotéka. Vyhazovač ji nejprve nechce pustit, ale nakonec ji pustí. Usilovně hledá Jamese, ale nenajde ho. V domě pak vypukne rvačka, kterou ukončuje policie. Na zem povalí i ji a ona zkolabuje. Foreman tvrdí, že nemocná není, a že jediný důvod, proč je v nemocnici, je ten, aby se měla kde vyspat. V nemocnici nakreslí portrét Foremana a pak ho v záchvatu kousne, což Foremana rozzuří. House ho pak pošle, aby zjistil, kdo neznámá bezdomovkyně je. Jeden z bezdomovců mu sdělí, kde pobývala výměnou za jeho bundu. Podle chirurgického hřebu, který měla v paži, zjistí, že se dotyčná jmenuje Victoria Macenová. Po vyšetření ultrazvukem si Wilson myslí, že má rakovinu vaječníků. House dostane od Cuddyové dvě školačky, aby je učil diagnostice. Foreman se později s Victorií sblíží a slíbí jí, že najde Jamese. Victoria dostává vysokou horečku a musí jít do vany s ledem. Když se Victoriin stav zlepší, uteče z nemocnice a na stěnách zanechá kresby. Záchranka po chvíli přiváží Victorii do nemocnice s velmi vysokým pulsem. House se domnívá, že puls je způsoben zásahem elektrickým obuškem. Podle necitlivého svalu v noze House zjistí, že má vzteklinu. Foreman musí být očkován a poté se vydává s Wilsonem hledat Jamese. Zjistí však, že James je Victoriino dítě. Společně s jejím manželem zahynuli při autonehodě. Victoria, která auto řídila, si jen zlomila ruku (proto ten hřeb).

## Diagnózy
- špatné diagnózy: předávkování drogami, rakovina vaječníku, meningitida
- správná diagnóza: vzteklina

## Zajímavosti
Wilson řekne Housovi, že nemá jednoho sourozence, ale dva. Jednoho neviděl devět let.